# Freiwirtschaftsbewegung im Fürstentum Liechtenstein

Erstausgabe der Liechtensteinischen Volkswirtschaftlichen Zeitung (12. September 1931)

Die Anfänge der Freiwirtschaftsbewegung im Fürstentum Liechtenstein gehen auf die 1920er Jahre zurück. Einer größeren Öffentlichkeit wurde sie bekannt durch die Gründung des Liechtensteinischen Freiwirtschaftsbundes im Jahr 1931 sowie durch die Herausgabe der Liechtensteinischen Volkswirtschaftlichen Zeitung (später: Liechtensteinische Freiwirtschaftliche Zeitung). Ziel der Bewegung war es, die kleine Alpenmonarchie gemäß der von Silvio Gesell (1862–1930) entwickelten Natürlichen Wirtschaftsordnung umzugestalten.

## Geschichte
In Deutschland war bereits 1909 die erste Organisation innerhalb der Freiwirtschaftsbewegung gegründet worden. Es handelte sich dabei um den von Georg Blumenthal (1872–1929) initiierten Verein für physiokratische Politik, der später in Physiokratischer Kampfbund (auch Fisiokratischer Kampfbund geschrieben) umbenannt wurde. Es folgte der vom ehemaligen römisch-katholischen Priester Paulus Klüpfel (1876–1918) ins Leben gerufene Freiland-Freigeld-Bund (FFB), der 1919 mit einem anderen freiwirtschaftlichen Verband zum Deutschen Freiland-Freigeld-Bund (DFFB) verschmolz. 1921 ging der DFFB mit anderen Zusammenschlüssen in der Einheitsorganisation Freiwirtschaftsbund auf.
Nur wenige Wochen nach Gründung des deutschen FFB wurde in der Schweiz eine weitere Organisation gegründet; sie trug den Namen Freiland und Freigeld – Schweizerischer Bund zur Schaffung des Rechtes auf den vollen Arbeitsertrag durch Bodenbesitz- und Geldreform; der Kurzname lautete: Schweizer Freiland-Freigeld-Bund (SFFB). Erste Mitglieder waren der Arzt und Mathematiker Theophil Christen (1873–1920), Fritz Trefzer, Vizedirektor beim Eidgenössischen Versicherungsamt und der Pädagoge Ernst Schneider (1878–1957).
Die österreichische Bewegung um die Natürliche Wirtschaftsordnung Silvio Gesells organisierte sich 1922 als Österreichischer Freiwirtschaftsbund (ÖFB). Erster Obmann des Bundes wurde Ludwig Bock (1881–1947), der auch als Hauptredakteur die Zeitschrift „Blätter für Natürliche Wirtschaftsordnung“ verantwortete.

### Liechtensteinischer Freiwirtschaftsbund

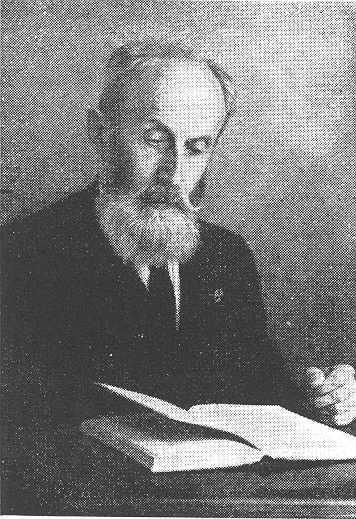
Jakob Sprenger, einer der Initiatoren des Liechtensteiner Freiwirtschaftsbundes

Erste freiwirtschaftliche Veröffentlichungen im Fürstentum datieren auf 1927. Sie erschienen im „kurzlebigen Blättchen“ Heimatland. Der Untertitel der von Hans Nescher (1906–1984) herausgegebenen Zeitschrift lautete Unabhängiges Wirtschaftsblatt für das Fürstentum Liechtenstein.
Die eigentliche Gründung des Liechtensteinischen Freiwirtschaftsbundes (LFB) erfolgte 1930. Impulse dazu kamen von Schweizer und österreichischen Anhängern Silvio Gesells, namentlich vom Appenzeller Volapükisten Jakob Sprenger sowie vom Grazer römisch-katholischen Moraltheologen Johannes Ude. Ude galt unter den liechtensteinischen Freiwirten als „unser prominentester Führer“ und Sprenger als der „andere Führer“. Sowohl Sprenger als auch Ude suchten die Reformideen Silvio Gesells mit der christlichen Soziallehre in Verbindung zu bringen. Auch die liechtensteinischen Freiwirte verstanden sich als „christlichsoziale Reformbewegung“, die auf „sittlich-einwandfreiem Wege eine natürlich-vernünftige Gesellschafts- und Wirtschaftsordnung“ herzustellen beabsichtigte und zwar „vornehmlich durch eine Festwährung“. Das „kapitalistische Ausbeutungssystem“ lehnte man ebenso wie die sozialistische Ideologie ab. Die guten Absichten des Sozialismus wusste man zwar zu würdigen, kritisierte aber, dass er mit „falschen Mitteln“ für ein „falsches Endziel“ kämpfte.
Zum ersten Obmann des Freiwirtschaftsbundes, der seine lokalen Schwerpunkte in Triesen, Schaan und Eschen, wurde 1931 der bereits erwähnte Hans Nescher gewählt. Nescher hatte 1927 (gemeinsam mit Josef Sausgruber) die Schaaner Druckerei Gutenberg gegründet. Sein Nachfolger war ab 1932 der ebenfalls aus Schaan stammende Baumeister Josef Hilti, der in diesem Amt bis zur Auflösung des LFB im Sommer 1933 verblieb.

### Der „Fall Ude“
Im September 1932 lud der LFB den „ebenso berühmten wie eigensinnigen geistlichen Erfolgsredner und Propheten einer christlich fundierten Freiwirtschaft“ zu einer Vortragsreise nach Liechtenstein ein. Mindestens zweimal zuvor war Ude im Alpenfürstentum öffentlich aufgetreten: Mitte 1931 hatte er einen Vortrag zur Zinsfrage gehalten, der in den ersten beidem Nummern der Liechtensteinischen Volkswirtschaftlichen Zeitung abgedruckt worden und in der Öffentlichkeit nicht ohne Erfolg geblieben war. Ein weiterer Vortrag Udes folgte im März 1932. Ude, der als überzeugter „Republikaner, Pazifist, Abstinenzler, Tierschützer [...]“ und Freiwirt an verschiedenen Fronten kämpfte, wollte nun zum dritten Mal im Fürstentum referieren. Das Thema des geplanten Vortrags lautete: „Die Freiwirtschaft (FFF) als Mittel zur Überwindung des Kapitalismus und der Weltwirdschaftskrise“.  Die Regierung des Alpenstaates lehnte das Vorhaben jedoch ab. Josef Hilti und Johannes Ude besuchten deshalb am 14. September 1932 den damaligen Liechtensteiner Regierungschef Josef Hoop (1895–1959) und seinen Stellvertreter Ludwig Marxer, um in einem persönlichen Gespräch ihre Absichten zu erläutern und so doch noch eine Bewilligung für den geplanten Vortrag zu erhalten. Hoop und Marxer baten darum, auf Vorträge zu freiwirtschaftlichen Themen zu verzichten. Sie gaben ihrer Sorge Ausdruck, dass die Umsetzung der Gesellschen Wirtschaftsordnung die Interessen der „Staatswirtschaft“ des Fürstentums gefährden könnten. Ude und Hilti lenkten jedoch nicht ein, sondern kündigten einen Vortrag noch am Abend desselben Tages in Ruggell an. Hoop informierte den Liechtensteiner Landtag, der zufällig an diesem Tag sich zu einer Sitzung versammelt hatte, über das Vorhaben der beiden Freiwirtschaftler, woraufhin dieser sich dafür aussprach, „dem Redeverbot mit allen Mitteln Nachachtung zu verschaffen“. Johannes Ude wurde durch den Polizeiweibel in Hiltis Wohnung festgenommen und „als lästiger und unerwünschter Ausländer“ bei Tisis über die Grenze zur Schweiz hin abgeschoben. Der offizielle Ausweisungsbeschluss wurde erst nach der vom Regierungschef persönlich überwachten Aktion schriftlich abgefasst und Ude nachgesandt. Zwei Tage später reagierte Johannes Ude mit einem Protestschreiben, in dem er handschriftlich darüber beklagte, dass „Tat-Christen“ im Fürstentum wie Verbrecher behandelt werden, während „Devisenschmuggler und Steuerhinterzieher“ gerne geduldet würden. Auch die Antwort Hoops, in der er sich über die Uneinsichtigkeit und das taktlose Verhalten der beiden Freiwirte beklagte, ist erhalten geblieben.
Die Liechtensteiner Freiwirte nahmen das Versammlungsverbot nicht einfach hin, sondern versuchten zeitnah in Haag (Schweizer Kanton St. Gallen) eine Ersatzveranstaltung zu organisieren. Nachdem der Liechtensteiner Regierungschef Josef Hoop davon erfahren hatte, intervenierte er fernmündlich bei der St. Galler Kantonalregierung sowie bei der Eidgenössischen Justiz- und Polizeidepartement in Bern. Unter Berufung auf eine Vereinbarung zwischen der liechtensteinischen und schweizerischen Fremdenpolizei von 1923 forderte er die Ausweisung von Johannes Ude aus dem Kanton St. Gallen. Während im Haager Gasthaus Kreuz ca. 350 Personen, darunter viele Liechtensteiner, vergeblich auf den Referenten warteten, wurde Ude am Bahnhof in Buchs SG von St. Galler Polizisten festgenommen und mit dem nächsten Zug nach Österreich abgeschoben. Der Polizeiaktion folgten kritische Reaktionen. Sowohl die sozialdemokratische als auch die freisinnige Schweizer Presse erhoben Einspruch gegen die Ausweisung Udes und forderten unter anderem eine Revision des schweizerisch-liechtensteinischen Fremdenpolizeivereinbarung. Nur die römisch-katholische Presse äußerte ein gewisses Verständnis für das Verhalten der liechtensteinischen Regierung. So schrieb etwa die Neuen Zürcher Nachrichten, man müsse vor Augen haben, dass die Verhältnisse in der Schweiz grundsätzlich anders seien als in dem kleinen Fürstentum. Dort könne ein Redner durch seine Experimentieridee mit einem einzigen Auftritt das ganze „Ländchen“ in Unruhe versetzen und so „die Staatswirtschaft schädigen“. Auch auf der politischen Ebene wurden aufgrund der Vorgänge Konsequenzen gefordert. Im Schweizer Nationalrat forderten der Demokrat Andreas Gadient und der Sozialdemokrat Johannes Huber sofortige Interpellationen ein.

### Liechtensteiner WÄRA-Projekt

Verbot der Wära-Annahme durch öffentlich-rechtliche Einrichtungen

Die Weltwirtschaftskrise blieb auch im Fürstentum Liechtenstein nicht ohne Folgen. Die Mitglieder des LFB nutzten die Situation, um auf das Wirtschaftskonzept der Freiwirtschaftsbewegung aufmerksam zu machen. Vor allem waren es Vortragsveranstaltungen, mit denen sie an die Öffentlichkeit traten. Unter den Referenten waren unter anderem Jakob Sprenger und Fritz Schwarz vom Schweizer Freiwirtschaftsbund. In ihren Augen bot sich der Kleinstaat Liechtenstein als überschaubares Experimentierfeld für einen freiwirtschaftlichen Feldversuch an. Modell standen dabei die Wära-Experimente unter anderem auf Norderney (Ende der 1920er Jahre), Schwanenkirchen (1931) und Wörgl (Mitte 1932). Das Schwundgeld Wära ging auf eine Idee der Gesell-Anhänger Hans Timm und Helmut Rödiger zurück, die nach einer Vorbereitungszeit von etwa drei Jahren im Oktober 1929 als Wära-Tauschgesellschaft Gestalt gewann und in zahlreichen in- und ausländischen Orten zur Anwendung kam.

## Freiwirtschaftliche liechtensteinische Presse
Für wenige Jahre existierten im Fürstentum auch freiwirtschaftlich orientierte Printmedien. Dazu gehörten
- das von Nescher verantwortete Heimatland, das sich selbst als „eine Zeitung ohne Partei, eine Zeitung für das Volk“ charakterisierte; es erschien zweimal pro Woche zwischen April und Juni 1927 in Schaan.
- die vom Liechtensteinischen Freiwirtschaftsbund herausgegebene und von Nescher redigierte Liechtensteinische Volkswirtschaftliche Zeitung (LVZ); sie wurde in der Druckerei Gutenberg hergestellt und erschien in den Jahren 1931/1932.
- die Liechtensteinische Freiwirtschaftliche Zeitung (LFZ), die ebenfalls ab 1932 vom LFB als Wochenzeitung herausgegeben wurde und zum Teil parallel zur Volkswirtschaftlichen Zeitung auf dem Markt war. Hintergrund ihrer Entstehung waren vermutlich Querelen zwischen dem Freiwirtschaftsbund und Hans Nescher. Redakteur der Freiwirtschaftlichen Zeitung war der Webermeister August Sprenger. „Treibende Kraft“ war jedoch der Appenzeller Jakob Sprenger, der unter dem Pseudonym theseus schrieb. Gedruckt wurde die LFZ, die bis zum Frühjahr 1934 erschien, bei der Dornbirner Verlagsanstalt in Vorarlberg